# Arisa (rijeka)
Arisa je rijeka u Venezueli, pritoka rijeke Aro. Pripada porječju rijeke Orinoco.